# Can Valls (Anglès)
Can Valls és una obra d'Anglès (Selva) protegida com a Bé Cultural d'Interès Local.

## Descripció
Edifici aïllat de dues plantes i coberta de dues aigües a laterals. Està format per vàries ampliacions al voltant de la casa original. La casa, que només conserva de l’antiga masia l'estructura i les gruixudes parets, es caracteritza per la cornisa escalada que culmina amb una mena de frontó d'arc rebaixat.
La planta baixa consta de tres obertures: un portal que dona entrada a un petit magatzem, una porta d’entrada, amb forma rectangular i llinda d’arc rebaixat, i una finestra, totes elles fetes d’obra i reformades des de principis del segle xx.
El primer pis consta de tres finestres rectangulars fetes d’obra. El sostre de teules està decorat amb una cornisa de quatre escalons per banda, dos petits òculs a la part central i una culminació central d’arc rebaixat. Aquesta decoració dona a la casa una aparença típica de finals de segle xix i principis del XX.